# Abu 'Ubayda Ma'mar ibn al-Muthanna
Abū ʿUbayda Maʿmar ibn al-Muthannā (in arabo أبو عبيدة معمر بن المثنى‎?); Bassora, 728 – Bassora, 825) è stato un filologo e storico persiano, di origine ebraica ma di fede e cultura islamica.
Abū ʿUbayda è stato uno dei filologi musulmani più apprezzati nell'intera cultura arabo-islamica.
Figura controversa per Ibn Qutayba, che osservava come Abū ʿUbayda "odiasse gli Arabi", mentre praticamente tutti i suoi contemporanei lo giudicavano il più colto e corretto studioso della sua generazione. Se egli sia stato o meno un sostenitore del movimento letterario della Shu'ubiyya è materia tuttora di discussione.

## Vita
Nato a Basra, si dice che Abū ʿUbayda fosse ebreo e che suo padre fosse originariamente appartenente alla comunità ebraica di Persia.

Nella sua gioventù, fu pupillo di Abu 'Amr ibn al-'Ala', Yunus ibn Habib e al-Akhfash al-Akbar, e più tardi un contemporaneo di al-Aṣmāʿī. Nell'803 fu invitato a Baghdad dal Califfo Hārūn al-Rashīd. In un'occasione, si racconta da parte di numerosi storici che al-Rashīd portò davanti ad al-Aṣmāʿī e ad Abū ʿUbayda un cavallo chiedendo a entrambi (che avevano scritto estensivamente di zoologia) di identificare con esattezza i corretti termini di ogni parte dell'anatomia dell'animale. Abū ʿUbayda declinò la sfida, affermando di essere un linguista e un autore di antologie piuttosto che un veterinario. Al-Aṣmāʿī invece saltò sulla groppa del cavallo, identificò ogni parte del suo corpo e fornì un esempio della poesia beduina araba, indicando i termini del vocabolario arabo classico.
Fu uno dei più edotti e autorevoli studiosi del suo tempo in tutti i campi attinenti alla lingua araba, passato e narrativa preislamica, ed è costantemente citato dagli autori e dai compilatori arabo-musulmani più tardi. Al-Jāḥiẓ lo considerava il migliore studioso in ogni branca della conoscenza umana e Ibn Hishām accettò le sue interpretazioni relative ai passi coranici. Malgrado Abū ʿUbayda non potesse recitare un singolo versetto coranico senza commettere errori di pronuncia, è stato considerato un esperto del significato linguistico dei versetti del Libro sacro dell'Islam, specialmente quando essi contengano vocaboli raramente usati. I titoli di 105 dei suoi lavori sono ricordati nel notissimo Fihrist di Ibn al-Nadim, e il suo Libro dei giorni costituisce la base della storia (Taʾrīkh al-kāmil) compilata da Ibn al-Athīr e del Kitāb al-Aghānī di Abū l-Faraj al-Iṣfahānī, ma niente di esso (salvo un canto) sembra al momento esistere in una forma autonoma.

## Retaggio
L'esatta natura delle opinioni religiose ed etnocentriche di Abū ʿUbayda è materia di dibattito. Hamilton Alexander Rosskeen Gibb sostiene che prima dell'accusa fattagli secoli più tardi da Ibn Quṭayba, nessuno aveva mai affermato che Abū ʿUbayda avesse nutrito pregiudizi nei confronti degli Arabi; inoltre Gibb afferma che tale accusa era il risultato del suo status di kharigita, un'eterodossia sorta in senso al primissimo Islam, differenziata dal Sunnismo e dallo Sciismo. Hugh Chisholm non è d'accordo, sostenendo che Abū ʿUbayda non era né un kharigita, né un razzista ma semplicemente un sostenitore della Shuʿūbiyya e che si opponeva per pura logica al preconcetto assai diffuso ai suoi tempi che gli Arabi fossero strutturalmente superiori alle altre razze. Nelle sue argomentazioni, Chisolm ricorda come Abū ʿUbayda si divertisse a dimostrare come vocaboli, racconti mitici o favolistici, abitudini e altro, che gli Arabi presumevano essere loro propri, derivassero invece dai Persiani. In questo egli era un grande rivale di al-Aṣmāʿī.
Le vedute di Abū ʿUbayda differivano nettamente riguardo agli Arabi e al Corano. Egli negava al di là di ogni logica osservazione che quest'ultimo contenesse alcuna parola non-araba: una posizione che più tardi, commentatori come Suyūṭī contrastarono decisamente.
Almeno la metà di ogni informazione relativa all'Arabia preislamica riportata da successivi autori, proviene da Abū ʿUbayda. Scrisse inoltre opere di Tafsīr, ossia commentari coranici, che costituì la base per la spiegazione di ogni passaggio della biografia del Profeta (la al-Sīrat al-nabawiyya) scritta da Ibn Ishaq, nella "revisione" - profonda e non sempre rispettosa dell'originale schietto spirito storico che la pervadeva - di Ibn Hisham.